# Amora (Seixal)
Amora es una freguesia portuguesa del concelho de Seixal, con 27,31 km² de superficie y 50.991 habitantes (2001). Su densidad de población es de 900,9 hab/km².

## Galería

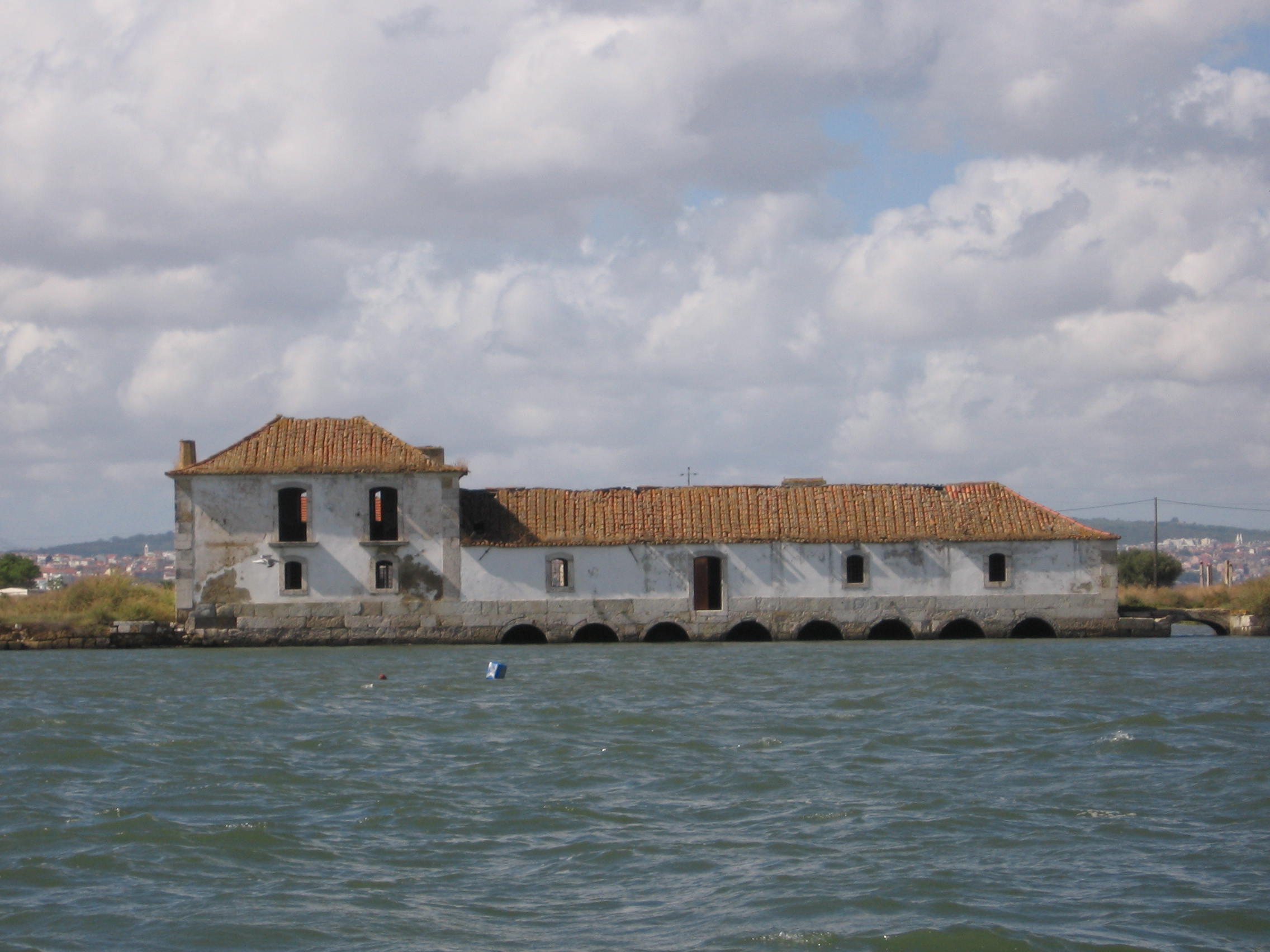
Moinho da Passagem, molino de mar